# Baby Blue (stripalbum)
Baby Blue is het 24e album uit de stripreeks De Blauwbloezen. Het werd getekend door Willy Lambil en het scenario werd geschreven door Raoul Cauvin. Het album werd uitgegeven in 1985.
Het album bestaat uit zes korte verhalen, onder de titels; een Baby..gevonden, Baby blue, Baby red, Baby en de strijdbijl, Baby a gogo.

## Verhaal
Blutch en Chesterfield vinden een baby op de prairie. Vervolgens wordt de baby meegenomen naar Fort Bow waar Mathilde Appeltown, de dochter van de kolonel, meteen een moederrol voor zich zelf ziet weggelegd. De baby vervolgt zijn avonturen in vier korte verhalen, tot in verhaal vijf de biologische ouders zich melden.

## Personages in het album
- Blutch
- Sgt. Chesterfield
- Kolonel Appeltown
- Mathilde Appeltown